# 色狼

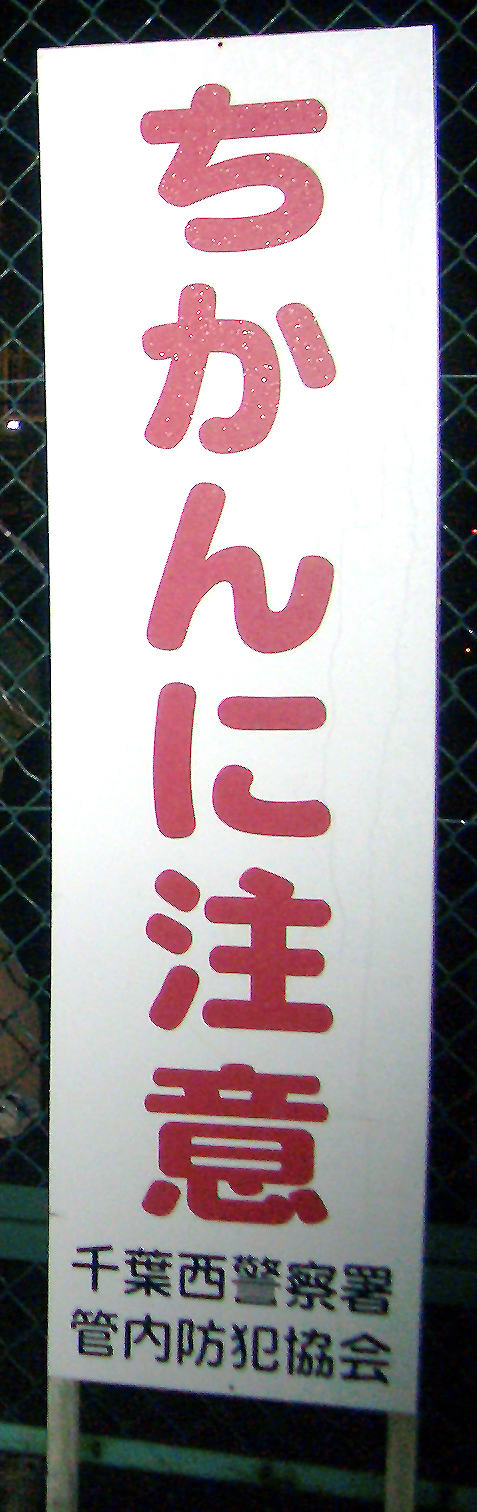
日本街頭的「注意色狼」告示牌

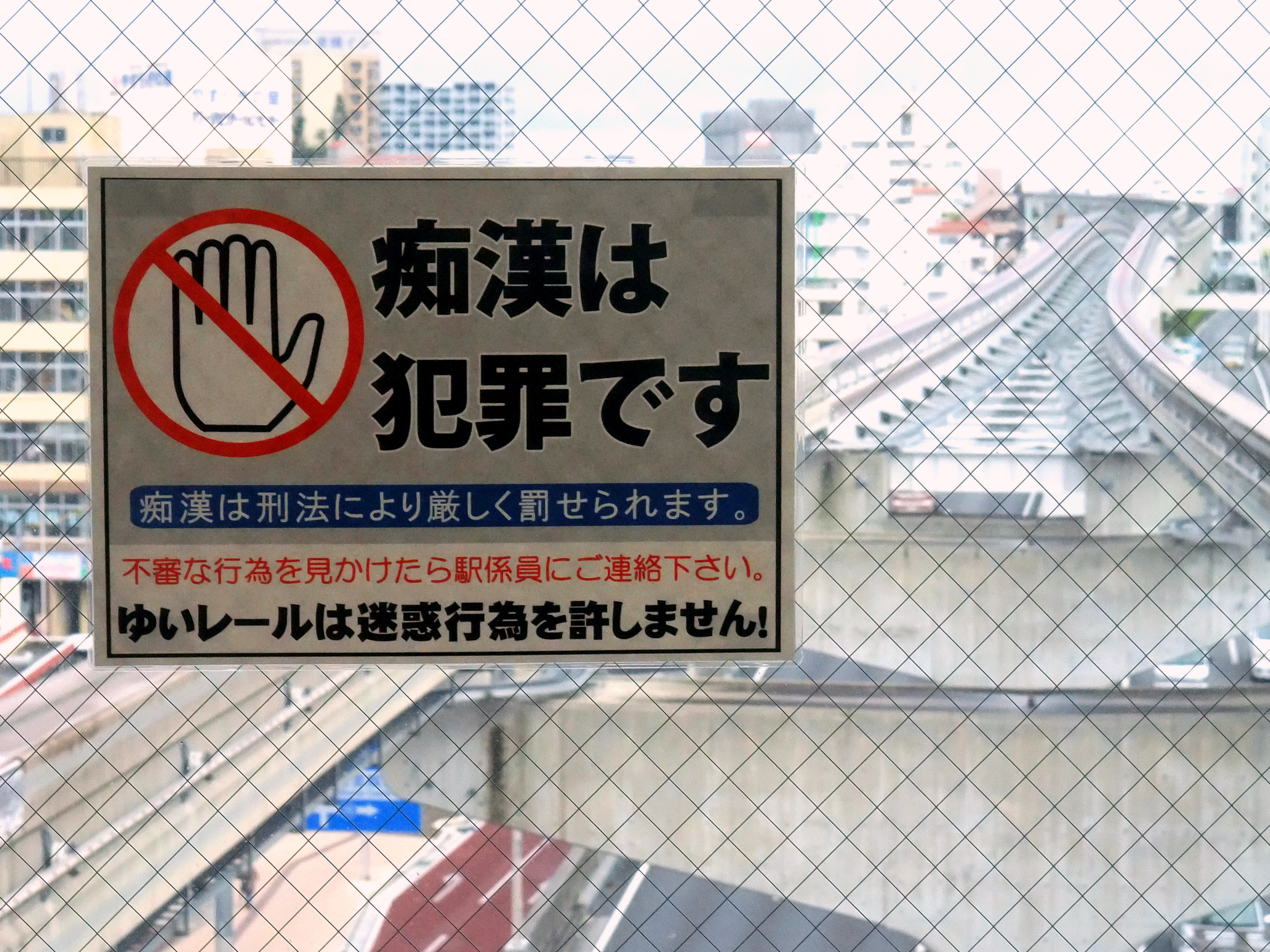
日本沖繩Yui-Rail車站月台上的禁止色狼告示，上方寫有警語「性騷擾是犯罪行為」（痴漢は犯罪です）

色狼是指對他人作出性騷擾、甚至進一步性侵犯的人，為性犯罪的行為之一，医学上則称为性欲亢进患者。此詞在中文或漢字使用上有不同稱呼，用於指涉生理男性時，粵語稱咸濕佬，日語稱痴漢（／ chikan），而專門在電車或公交車中作案的色狼在北京話中又稱頂族。用於指涉生理女性時，日語稱痴女。

## 解决办法
东京、首尔和里约热内卢等都市的鐵路系統為了解決列車色狼的問題，鑒於加害者多為男性，因而設置女性專用車廂。
日本弱勢男性中心在每年父親節、國際男人節的當天，舉辦「男性專用車廂」的活動。
臺灣目前僅有台鐵在區間車上設置「晨夜間女性優先車廂」。臺北捷運及高雄捷運則是在車站月台中段劃出一塊區域為「夜間婦女等候區」，加強該區域的監視錄影，鼓勵婦女及兒童盡量在該區域候車。台北市議會自2011年接獲台北捷運性騷擾案多達兩百起，於2015年5月通過提案要求設置女性專用車廂，但台北捷運公司以擔心引發兩性爭議為由，表示暫不設置。
馬來西亞的馬來亞鐵道，在每一列電車的其中一個車廂刷上粉紅色的漆料，作為女性專用車廂。

## 相關電影
- 《即使這樣也不是我做的》，是一部改編自真實故事的日本電影，內容描述一宗襲臀痴漢的司法冤案。該電影曾獲2008年亞洲電影大獎的最佳編劇獎，編劇為周防正行[6][7]。